# Počernický rybník (přírodní památka)
Přírodní památka Počernický rybník se nachází na řece Rokytce ve východní části hlavního města Prahy v katastru městské části Dolní Počernice (městský obvod Praha 9) a její vyhlášení proběhlo 31. srpna 1988 Národním výborem hlavního města Prahy. Jedná se o největší rybník z hlediska rozlohy hladiny v Praze. Rybník dosahuje maximální hloubky 3 m a jeho hráz je 360 m dlouhá a 5,2 m vysoká. Území je chráněno jako lokalita hnízdění ptactva, výskytu druhů a růstu památných stromů v přilehlém zámeckém parku, který patří do výměry chráněného území. Přírodní památka je ve vlastnictví Hlavního města Prahy a její správu zabezpečují Lesy hl. m. Prahy.
Přírodní památka je bohatá na rostlinné a hlavně živočišné druhy. Břehy rybníka jsou porostlé rákosím a ostřicemi, které vytvářejí vhodné prostředí na hnízdění mnoha druhů ptactva. Roste tady například rákos obecný (Phragmites australis), ostřice pobřežní (Carex riparia) nebo krabilice hlíznatá (Chaerophyllum bulbosum). Východní část území je charakteristická křovinami a liánovitými rostlinami. Z běžně rozšířených dřevin zde pak najdeme duby a habry, ke kterým se v zámeckém parku přidávají jasany, javory, jírovce a lípy. Zdejší vegetaci využívá k hnízdění mnoho druhů ptáků, z kterých možno zmínit např. potápku roháče (Podiceps cristatus), kachnu divokou (Anas platyrhynchos), moudivláčka lužního (Remiz pendulinus), potápku malou (Tachybaptus ruficollis), rákosníka velkého (Acrocephalus arundinaceus) nebo lysku černou (Fulica atra).
Přírodní památka Počernický rybník patří do Přírodního parku Klánovice-Čihadla a představuje také příjemné místo pro rekreaci, zejména pak na procházky nebo oddych je vhodný zámecký park nebo zrekonstruovaná rybniční hráz. Kolem části rybníka vede žlutá turistická značka spojující Dolní Počernice s přírodní památkou Xaverovský háj nebo severním okrajem přírodní památky vede pak cyklotrasa A259 Dolní Počernice – Běchovice. Kolem rybníka a přes zámecký park vede také Naučná stezka Dolní Počernice a rybník samotný slouží i ke koupání, kdy je na to využívána travnatá pláž na jižní straně.

## Lokalita
Přírodní památka Počernický rybník se nachází na území hlavního města Prahy v katastrálním území Dolní Počernice městské části Praha-Dolní Počernice ve správním obvodu Prahy 14. Jádro přírodní památky tvoří samotný rybník, pod jeho hrází na západní straně na něj navazuje zámecký park s protékající řekou Rokytkou a uskupením památných stromů (především dubů) a z východní strany pak niva Rokytky vlévající se do rybníka. Přírodní památka Počernický rybník je součástí Přírodního parku Klánovice-Čihadla.
Okolí přírodní památky je značně zatíženo hlukem, hlavně z jižní a východní strany. Podél celého jižního okraje je území lemováno velmi frekventovanou železniční tratí Praha – Česká Třebová. Na jihovýchodním okraji přírodní památky se nachází vlakové nádraží Praha-Běchovice. Kromě železniční dopravy má v lokalitě významné zastoupení i ta automobilová. Východní cíp rybníka, kousek od ústí Rokytky, je překlenut dálničním mostem dálnice D0 (Pražský okruh).

## Historie

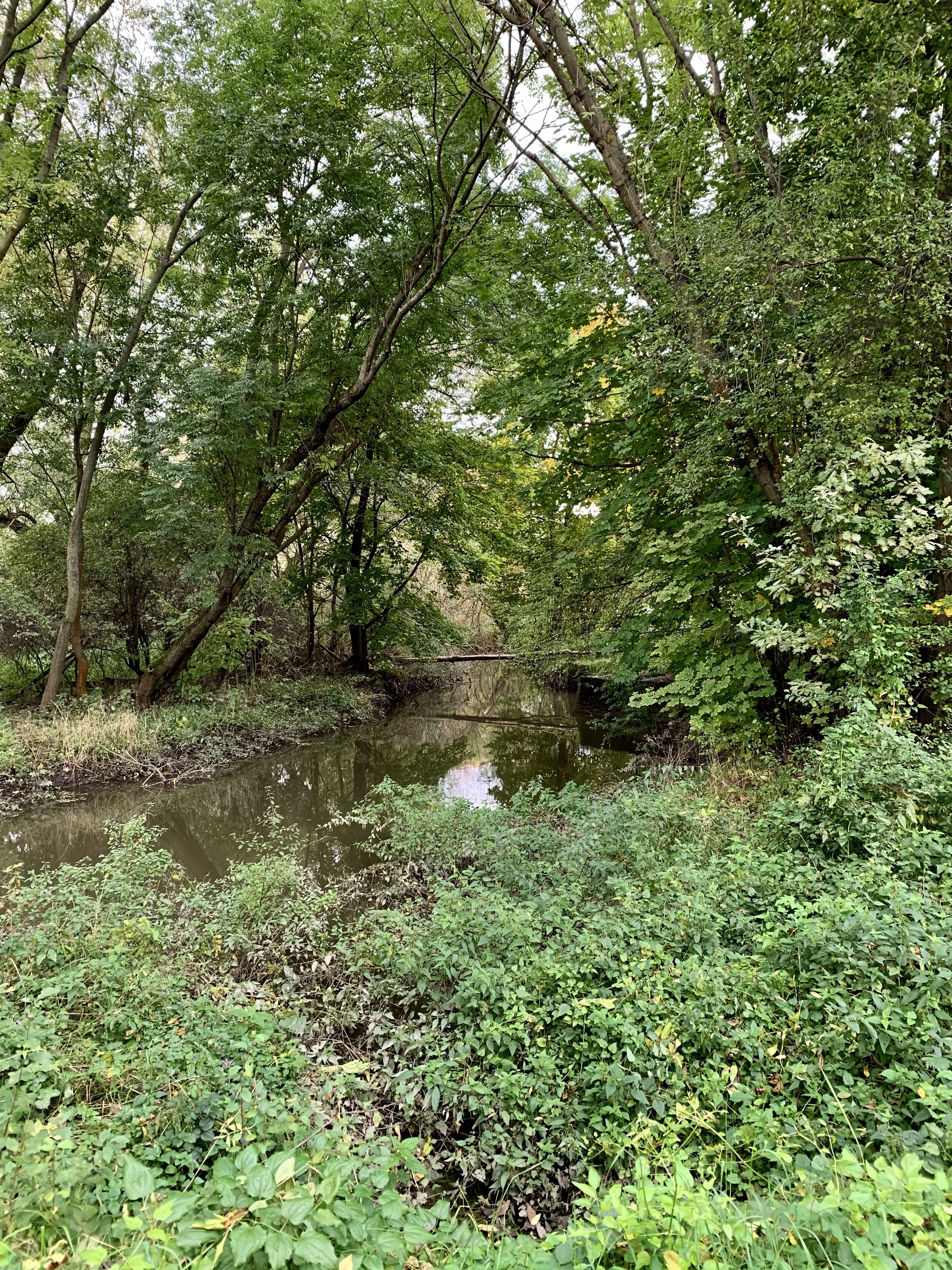
Rokytka ve východním cípu přírodní památky

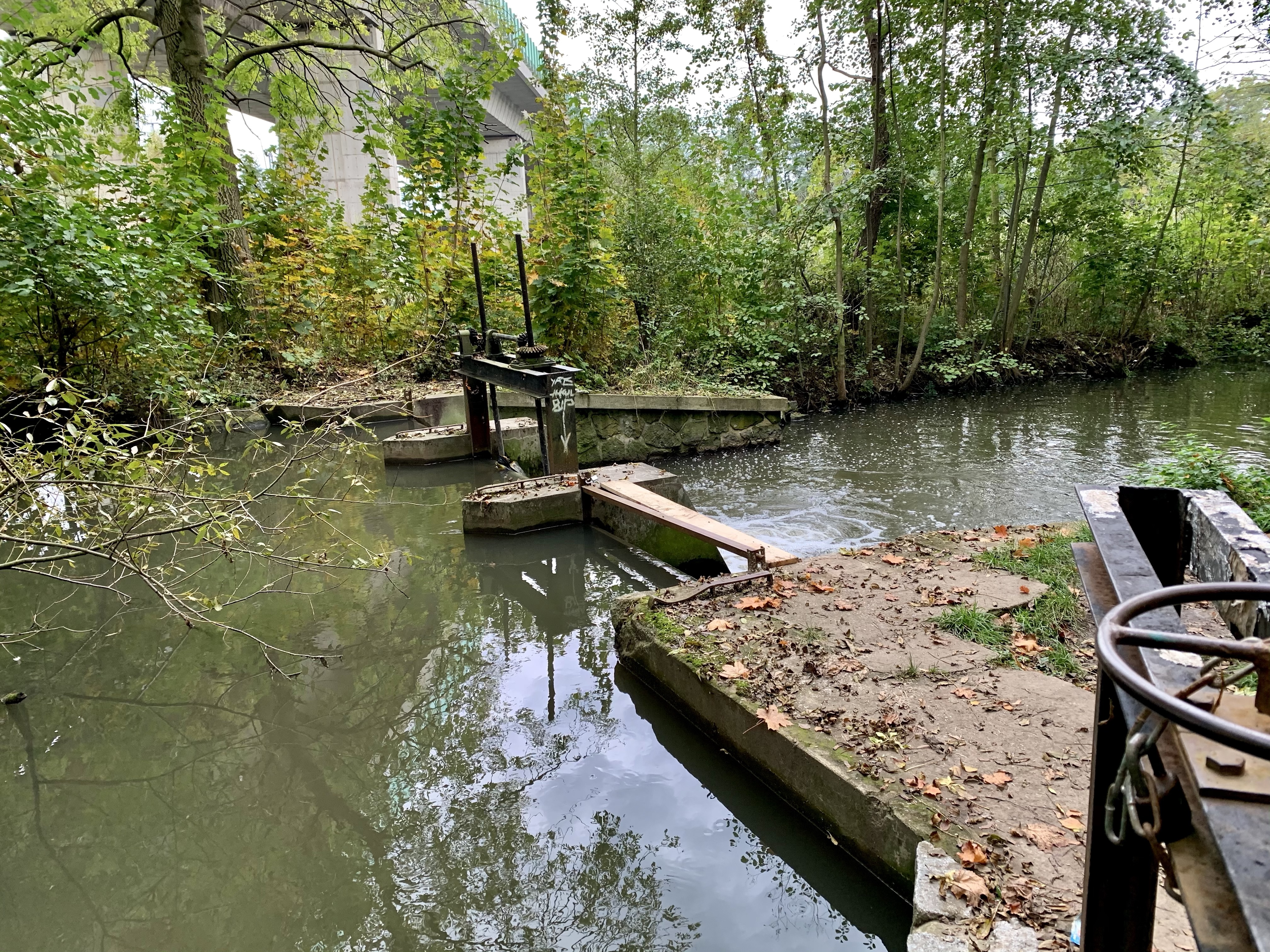
Regulační opatření na Rokytce před ústím do rybníka v místě pod dálničním mostem

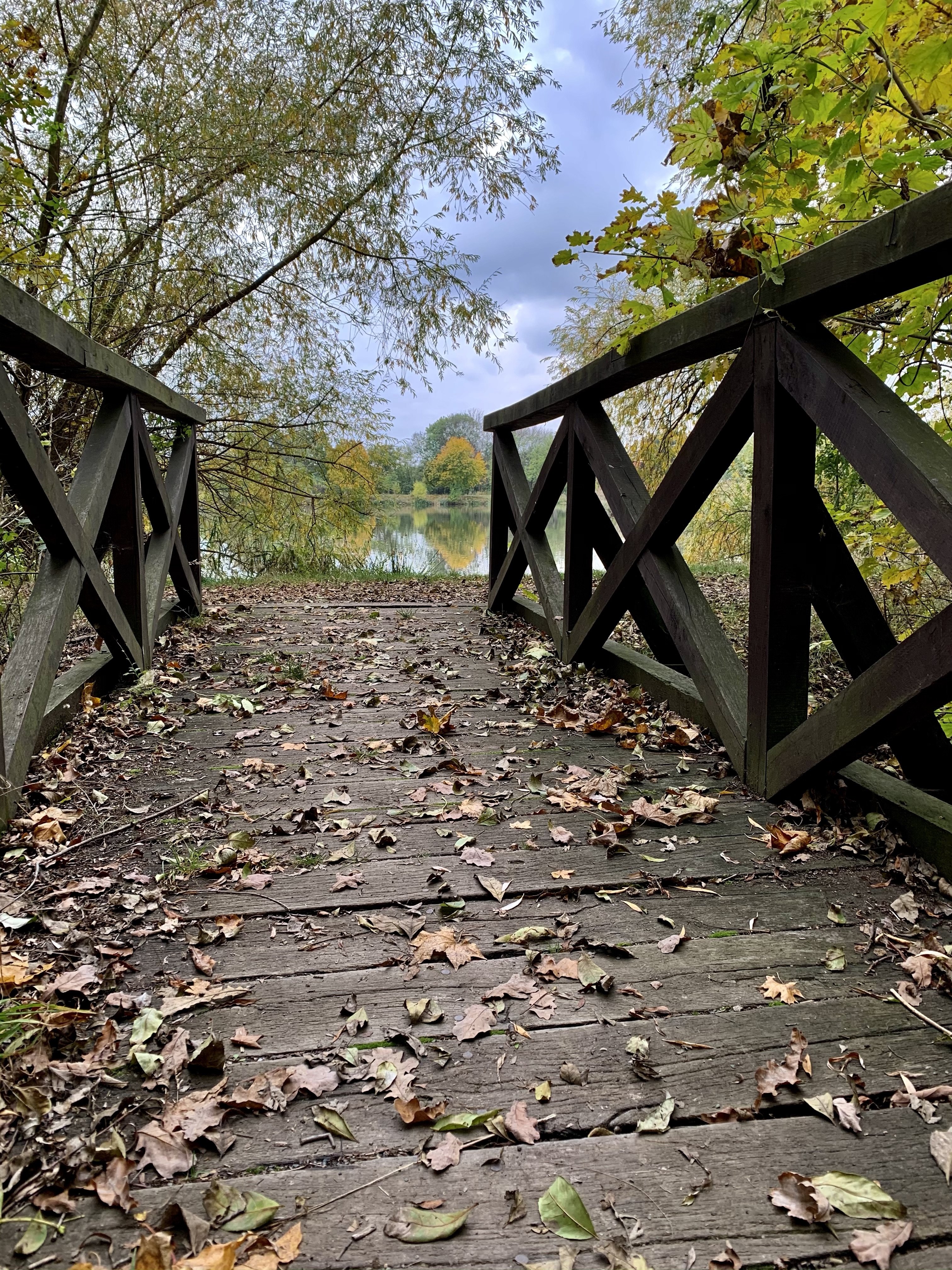
Most vedoucí na severní břeh k místu bývalé Broukárny

Historie Počernického rybníka sahá do první poloviny 19. století, kdy kolem roku 1848 vznikl zahrazením mělkého údolí. Je nutno poznamenat, že současné poměry se značně liší od těch v době vzniku rybníka, kdy byl střídavě napájen vodou z Rokytky a Říčanského potoka – v současnosti jeho přítok tvoří jenom Rokytka, která se s Říčanským potokem slévá do jednoho vodního toku už dřív. Původní výměra rybníka v době jeho vzniku byla větší než je současný stav, kdy oproti aktuálním devatenácti hektarům dosahovala asi 22 hektarů (toto zmenšení plochy rybníka má za následek eutrofizace). Počernický rybník měl v minulosti různorodé využití – sloužil jako zásobárna vody pro přilehlé mlýny nacházející se pod ním, pak jako rybí sádky, v průběhu 20. století začal poskytovat své vody pro chov ryb a v neposlední řadě sloužil jako rekreační zázemí pro plavání a koupání. Velkou zajímavostí a dokladem jeho významu byla skutečnost, že se v zimě z rybníka získával led, kterým byly pak zásobovány městské hospody na letní sezonu. Historie zámeckého parku pod hrází rybníka sahá ještě víc do minulosti, kdy se jeho vznik datuje někdy kolem roku 1776. Zámecký park v minulosti nebyl jen parkem. Původně se jednalo o ovocnou a okrasnou zahradu hrabaty Sweerts-Šporky. Je velmi pravděpodobné, že zdatné a staré duby v zámeckém parku, které jsou chráněny jako památné stromy, pamatují období založení samotného parku.
I když se to na první pohled nemusí vůbec zdát, tak Počernický rybník drží v přírodovědeckém světě důležité prvenství. 2. června 1888 byla zde, na pravém břehu rybníka, umístěna první hydrobiologická stanice na světě zvaná Broukárna. Původní dřevěnou, poměrně rychle složitelnou a rozložitelnou stavbu, založil univerzitní profesor Antonín Frič, který byl zároveň spoluzakladatelem české hydrobiologie a autorem významných vědeckých děl o fauně českých jezer, rybníků a řek.  Stanice sloužila k měření větru, teploty, zkoumání vzorků planktonních živočichů, rybničního dna a sledování kaprů. V roce 1892 došlo k nahrazení původné dřevěné konstrukce stanice větší zděnou stavbu, která byla finančně podpořena majitelem panství baronem Bélou Derczenyim. Změna majitele v roku 1894 znamenala ukončení provozu hydrobiologické stanice a její objekt nabyl jiného účelu. Jak doba plynula, tak se na stanici postupně projevoval zub času a budova chátrala, což přitahovalo pozornost různých skupin osob. Z tohoto důvodu byly v letech 2004–2006, kdy proběhla rekonstrukce okolí rybníka a hlavně hráze, zbytky stanice zbourány a na její původní místo byla dosazena informační tabule, která všem návštěvníkům vypráví příběh tohoto světového prvenství.
Při výše zmíněné rekonstrukci rybníka v letech 2004–2006 došlo obecně ke zkrášlení a úpravě území. Hlavní aktivitou bylo odbahnění celého rybníka, kácení nevyhovujících dřevin, oprava hráze, požeráku, bezpečnostního přelivu a historického pískovcového mostu. Na hráz byla dosazena kamenná dlažba a podél rybníka byla zřízena naučná stezka. Na poslední vegetační úpravy okolí rybníka navázala rekonstrukce zámeckého parku.
Počernický rybník, jeho východní přítok Rokytky s její nivou a zámecký park pod hrází byly 31. 8. 1988 Národním výborem hlavního města Prahy vyhlášeny Přírodní památkou Počernický rybník jako území poskytující místo pro hnízdění mnoha druhům ptáků.
Největšími zásahy do samotné přírodní památky byla stavba dálničního mostu na jeho východním okraji a rozšíření tělesa dráhy na jižní straně. Dálniční přemostění východního cípu Počernického rybníka a do něj se vlévající Rokytky bylo dokončeno kolem roku 1993 a představovalo významný zásah do lokality. Dobrou zprávou je však skutečnost, že od té doby se porosty regenerovaly a došlo také k návratu ptactva, které našlo dokonce i výhodu v přítomnosti zmíněného mostu – začalo osídlovat prostory na vrcholu pylonů těsně pod mostem.
Kolem roku 2008 došlo k rozšíření náspu železničního tělesa při modernizaci trati na tříkolejnou, co mělo za následek další zásah do chráněného území přírodní památky, tentokrát z jihu. Paradoxně i tento, zpočátku negativně vnímaný zásah, se časem ukázal jako pozitivní, protože umožnil vznik významného biotopu mokřadních tůněk mezi rybníkem a tělesem dráhy.

## Přírodní poměry

### Geologie
Území přírodní památky Počernický rybník leží na geomorfologické jednotce Pražská plošina a je tvořeno droby, prachovci, břidlicemi a pískovci vinických až kosovských vrstev svrchního ordoviku.

### Půdy

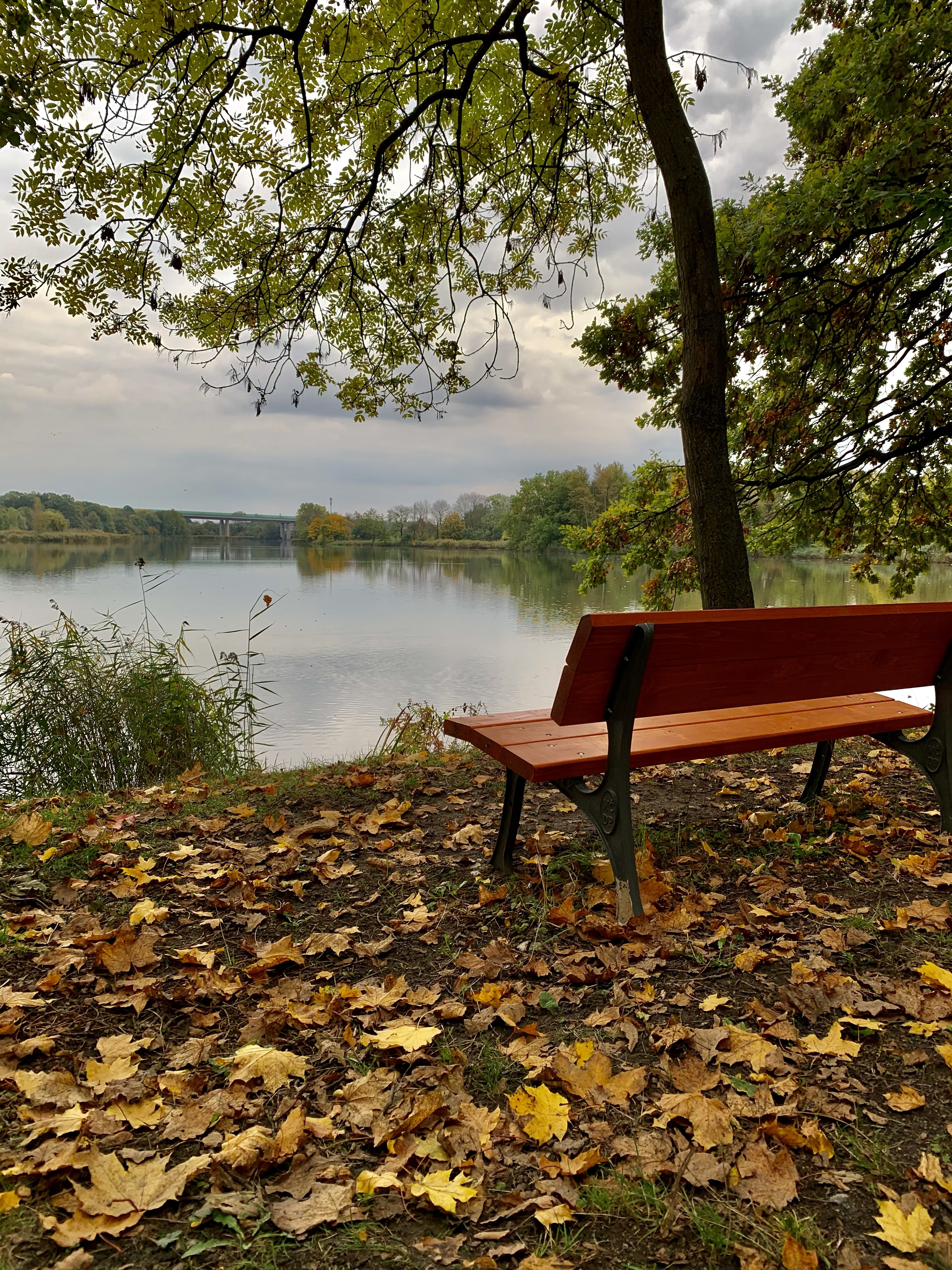
Pohled na rybník z hráze

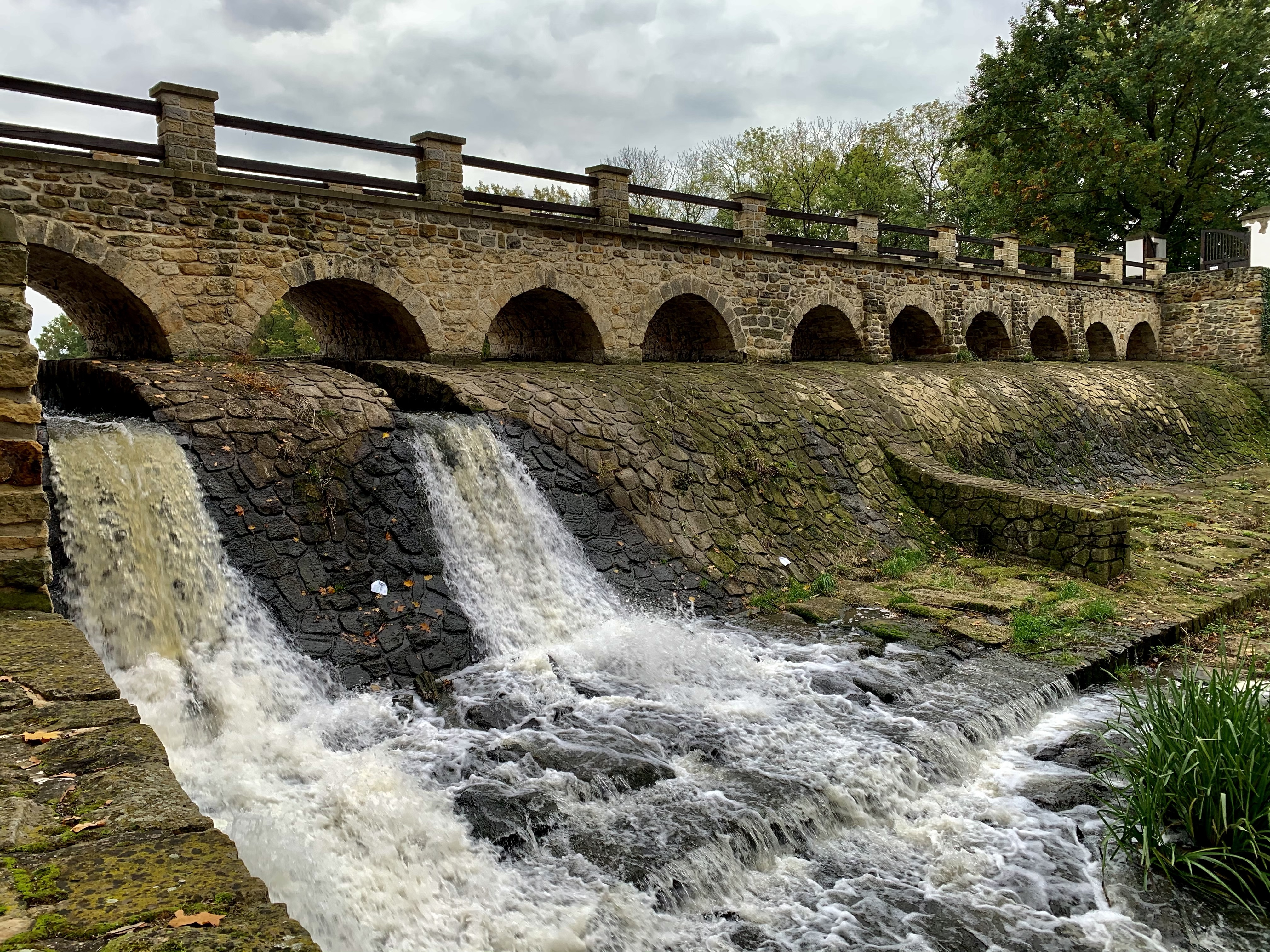
Rokytka vytékající z rybníka

Co se týče půdního profilu, tak v širším okolí rybníka se nacházejí hnědozemě, v jeho těsném okolí pak gleje a organozemě. Ve východní části přírodní památky v místě nivy Rokytky pak můžeme najít fluvizemě.

### Hydrologie
Počernický rybník se rozkládá na ploše 194 000 m², čím získává prvenství jako největší rybník z hlediska rozlohy na území hlavního města Prahy. Jeho objem činí 310 000 m³, což ho řadí na třetí místo za Kyjský a Podleský rybník. Nejvýznamnější přítok rybníka představuje řeka Rokytka vlévající se do rybníka z východní strany v lokalitě pod dálničním přemostěním. V minulosti byl přítok do rybníka regulován střídavým napájením z Rokytky a Říčanského potoka, ale při poslední rekonstrukci a ztrojkolejnění železniční tratě v úseku Praha-Libeň – Praha-Běchovice došlo k úpravám, které mají za následek to, že se Říčanský potok vlévá do Rokytky asi kilometr od ústí do rybníka.
Z dostupných údajů měření průhlednosti vody v letech 2008–2017 je možné pozorovat zhoršení kvality vody, což se projevilo sníženou průhledností, na základě které se také reguluje extenzivní chov ryb v rybníku. Od druhé poloviny roku 2011 pak k měřením začala přibývat poznámka o zbarvení vody, která šla postupně od šedozelené přes zelenou až po tmavě hnědou na konci roku 2017.

### Fauna
Území přírodní památky Počernický rybník je domovem pro asi 639 zde se vyskytujících vybraných skupin druhů živočichů. Především se však jedná o oblast hnízdění mnoha druhů ptáků. Na hnízdění využívají početnou pobřežní a mokřadní vegetaci, která zároveň slouží jako místo odpočinku pro ptáky na tahu. Z hnízdících ptáků zde můžeme najít např. kachny divoké (Anas platyrhynchos), slípky zelenonohé (Gallinula chloropus), potápky roháče (Podiceps cristatus), lysky černé (Fulica atra), rákosníka obecného (Acrocephalus scirpaceus), moudivláčka lužního (Remiz pendulinus), strnady rákosní (Emberiza schoeniclus), potápky malé (Tachybaptus ruficollis), poláky chocholačky (Aythya fuligula), konipasy horské (Motacilla cinerea) nebo rákosníky velké (Acrocephalus arundinaceus).
Z táhnoucích ptáků se zde pak vyskytuje krahujec obecný (Accipiter nisus), kormorán velký (Phalacrocorax carbo), orlovec říční (Pandion haliaetus), břehule říční (Riparia riparia), ledňáček říční (Alcedo atthis), lžičák pestrý (Anas clypeata), lejsek šedý (Muscicapa striata), rorýs obecný (Apus apus), ťuhýk obecný (Lanius collurio), slavík obecný (Luscinia megarhynchos) anebo také vlaštovka obecná (Hirundo rustica).
Z obojživelníků zde můžeme najít ropuchu obecnou (Bufo bufo), skokana zeleného (Pelophylax esculentus) a skokana hnědého (Rana temporaria) nebo kuňku obecnou (Bombina bombina). Z měkkýšů se zde pak vyskytují škeble rybničné (Anodonta cygnea), velevrub malířský (Unio pictorum), svinutec zploštělý (Anisus vortex) nebo bahenka (Viviparus contectus).

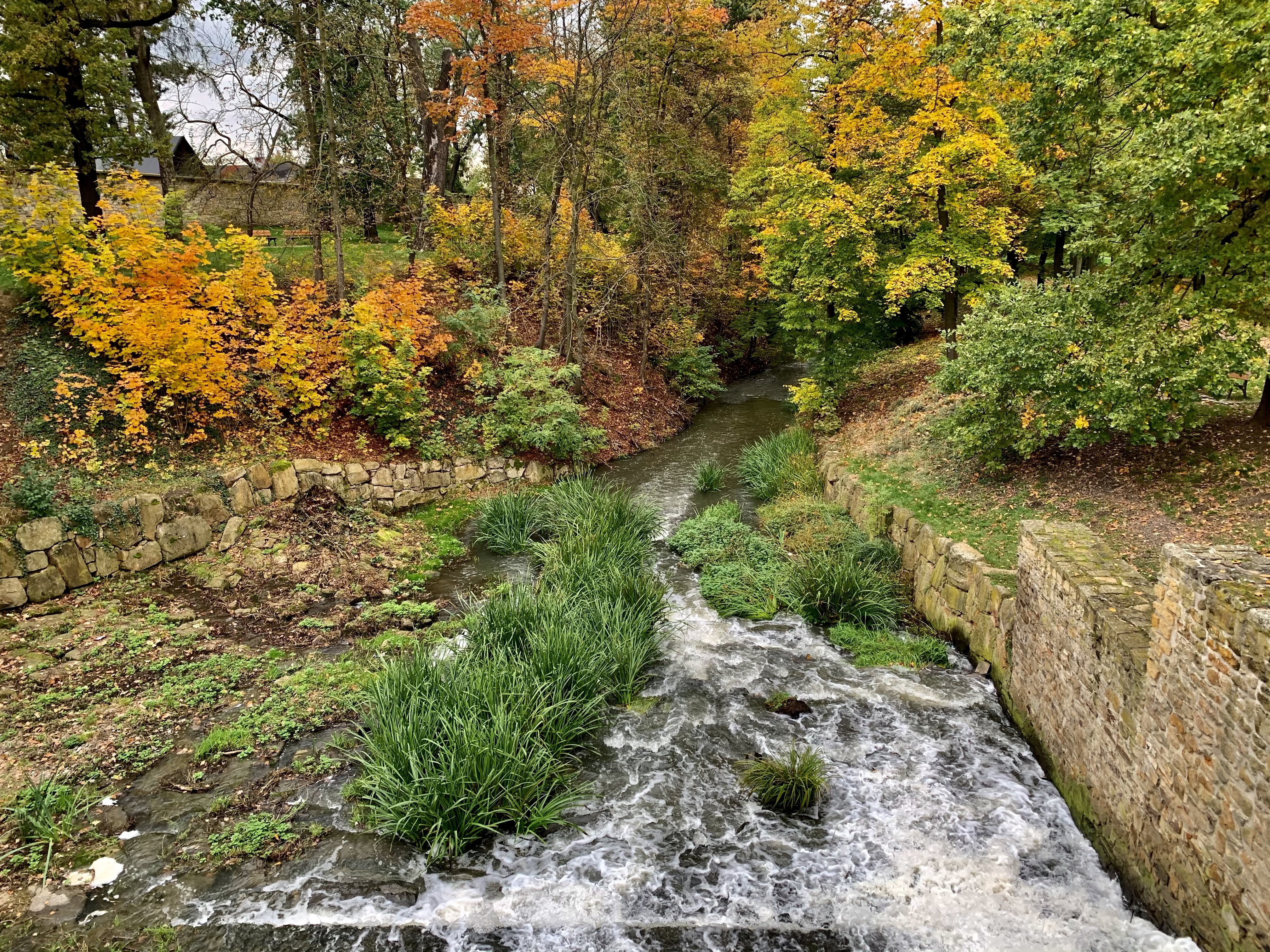
Rokytka pod hrází rybníka

Území přírodní památky je domovem i pro mnoho brouků, např. pro střevlíčky (druhy Stenolophus mixtus nebo Bembidion fumigatum), štítonoše černoskvrnného (Cassida murraea), pilořitku dubovou (Xiphydria longicollis), tesaříka piluna (Prionus coriarius) nebo pro vzácný druh nosatečka Eubrychius velutus.
Z motýlů jsou zde nejvíce zastoupeny travařík velký (Schoenobius gigantella), otakárek fenyklový (Papilio machaon) nebo otakárek ovocný (Iphiclides podalirius L.). Vyskytuje se zde i pavouk snovačka proměnlivá (Rugathodes instabilis).
Samotný rybník je pak využíván k extenzivnímu chovu ryb, zejména kapra obecného (Cyprinus carpio), který se do něj vysazuje v poměru 3:2 (kapr K1 ku kapru K2). Zaměření extenzivního chovu spočívá ve vytvoření rovnováhy mezi rybí výsadkou a přirozeným prostředím rybníka. Vysazení kapři se každoročně na podzim slavnostně vylovují za početné účasti veřejnosti.

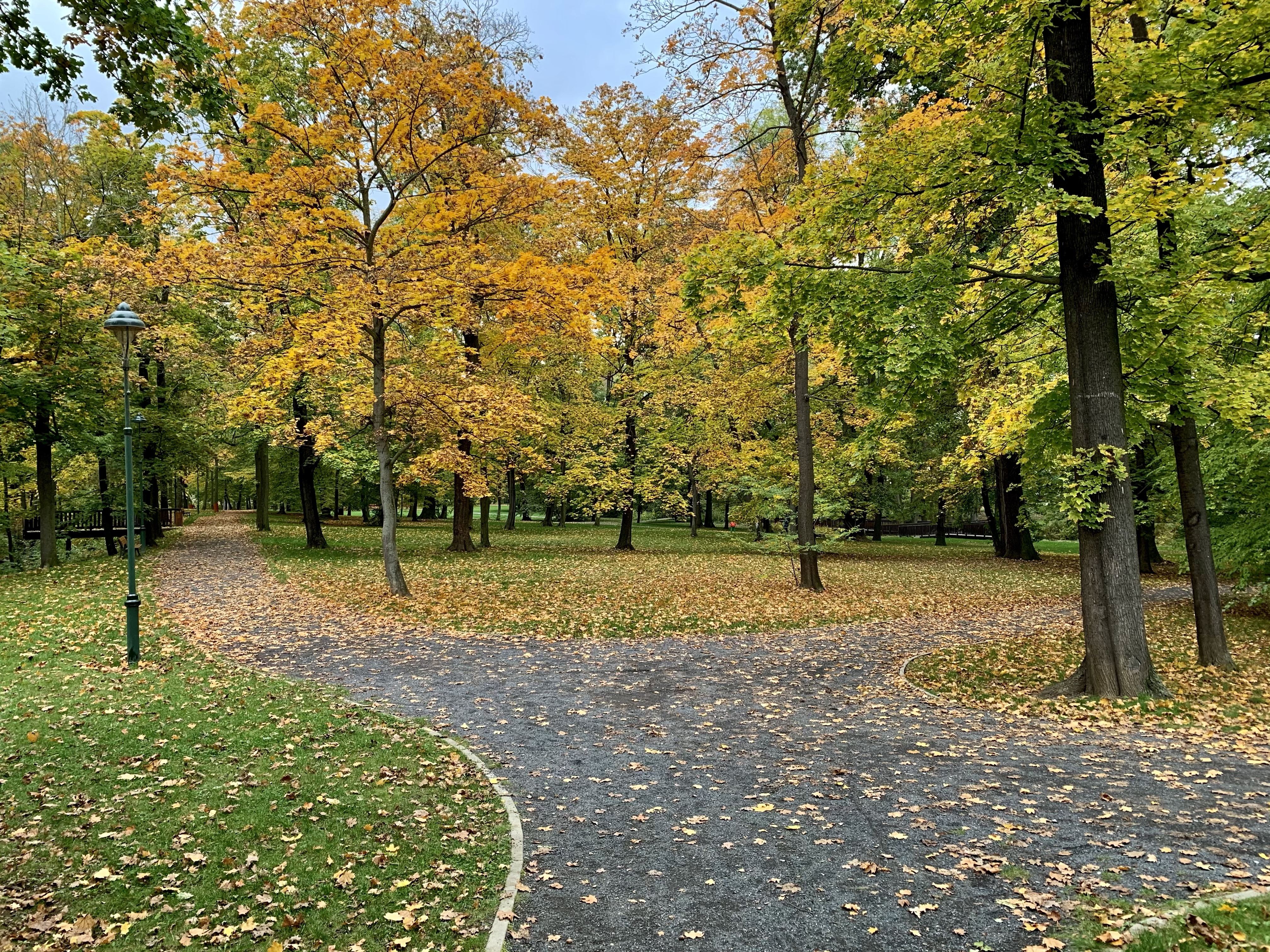
Zámecký park

### Flóra
Území Přírodní památky Počernický rybník je významné nejen svojí faunou, ale i flórou. Můžeme zde najít asi 186 druhů cévnatých rostlin. Břehy rybníka jsou pokryty charakteristickými rákosovými porosty, které postupně prochází do porostů ostřic. Mezi zdejší nejdominantnější druhy patří ostřice dvouřadá (Carex disticha), ostřice pobřežní (Carex riparia), ostřice kalužní (Carex acutiformis), ostřice měchýřkatá (Carex vesicaria), rákos obecný (Phragmites australis), orobinec úzkolistý (Typha angustifolia), krabilice hlíznatá (Chaerophyllum bulbosum) nebo chrastice rákosovitá (Phalaris arundinacea).

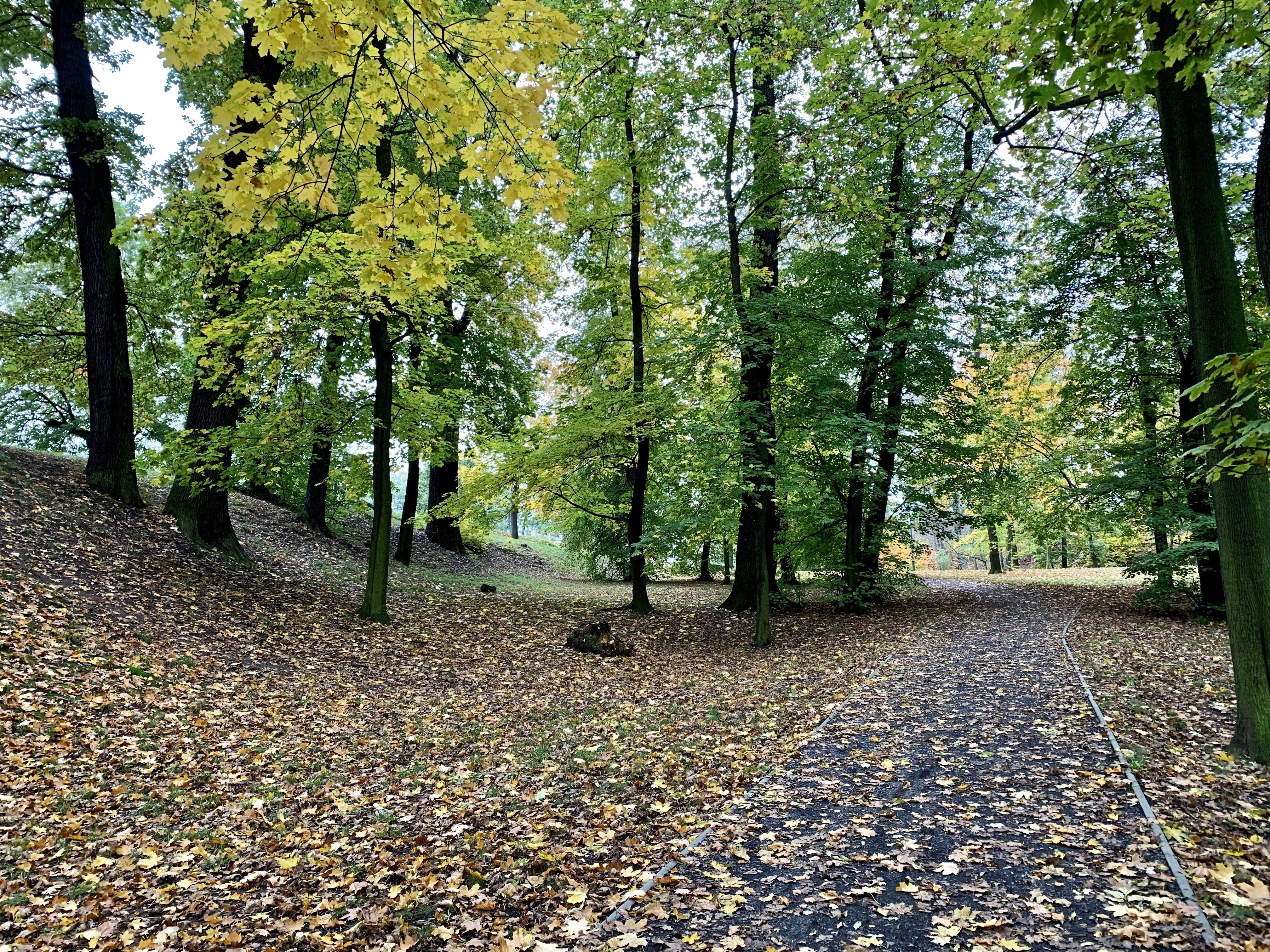
Památné stromy pod hrází

Ve východní části území se nachází mokřadní olšina s olší lepkavou (Alnus glutinosa) a břehy řeky Rokytky jsou pak porostlé vrbami (z nichž nejvíce vrbou popelavou (Salix cinerea), vrbou košíkařskou (Salix viminalis), vrbou trojmužnou (Salix triandra) nebo vrbou jívou (Salix caprea)). Oblast je charakteristická místy i svými porosty křovin a liánovitých rostlin. Mezi nejrozšířenější stromy zde patří duby a habry, místy se zde začaly objevovat i nepůvodní akáty.
V zámeckém parku, který je také součástí území přírodní památky, se nachází asi tisíc stromů, z kterých nejstarší a nejmohutnější dosahují výšku kolem 35 m, stáří kolem 250 let a obvod kmenů nad 4 m. Nejčastěji jsou zde zastoupeny duby letní (Quercus robur) a lípy, dále pak jasany, javory, jírovce a habry. Nejstarší stromy v parku jsou duby letní dosahující stáří přibližně 260–300 let – tyto duby se nacházejí v okolí hráze a i přes své stáří mají celkem dobrý stav (na rozdíl od špatného stavu lip, které mají odhadem asi 150 let).

## Ochrana přírody
Předmětem ochrany Přírodní památky Počernický rybník je kromě samotného rybníka (jenž má ekologický, krajinotvorný a vodohospodářský význam), jeho rákosím a ostřicemi porostlých břehů (představujících cenné místo pro hnízdění ptactva) také samotný zámecký park a v něm rostoucí významné památné stromy. Na území přírodní památky probíhá jednou za měsíc technicko-bezpečnostní dohled, kdy se kontrole podrobují všechny objekty rybníka a je v něm měřena průhlednost vody. Pravidelně probíhá také kosení hráze a údržba zeleně spolu s úklidem.
Významným přínosem pro ochranu přírody na území přírodní památky byla celková rekonstrukce hráze, přilehlých břehů a odbahnění rybníka, kdy došlo k vybudování ostrůvku uprostřed rybníka, do kterého byla vyhloubena laguna. Kromě toho prošla proměnou i východní část chráněného území, ve které byly v rákosí vybudovány 3 laguny – tyto opatření představovali výrazné zlepšení biotopu pro přítomnou faunu a především pro ptactvo. V průběhu rekonstrukce došlo v letech 2004–2006 také k sanaci černé skládky na jižním okraji rybníka mezi samotným rybníkem a tělesem dráhy.
V současné době představuje pro přírodní památku potenciální ohrožení znečištění jejího přítoku a přemnožení divokých prasat. Nárazové nebo stoupající znečištění vody v řece Rokytka, která představuje přítok Počernického rybníka, představuje riziko pro celou lokalitu i vodní biotopy – je proto nutné stav vody v Rokytce sledovat a případné znečištění odstranit u zdroje. Dalším problémem je přemnožení divokých prasat v lokalitě východního okraje rybníka, kde způsobují devastaci zdejších porostů a představují nebezpečí pro hnízdící ptactvo – zde se nabízí jako řešení regulace jejich stavu.
Pro přírodní památku Počernický rybník byl zpracován Plán péče o přírodní památku Počernický rybník na období 2010–2022, který představuje strategický dokument, podle kterého se ochrana této lokality řídí.

## Turismus
Území přírodní památky nabízí různé způsoby rekreace a trávení volného času. Kolem části rybníka a přes hráz vede žlutá turistická značka spojující rozcestník Dolní Počernice a V Ořešinách u Přírodní památky Xaverovský háj – trasa je vybavena lavičkami na oddych a je vhodná pro procházky, běh či jízdu na kole. Podél části trasy jsou umístěny i informační tabule Naučné stezky Dolní Počernice, která návštěvníka provází nejzajímavějšími místy městské části. Po severním okraji vede pak 3,3 km dlouhá cyklistická trasa A259 spojující Dolní Počernice a Běchovice.
Samotný rybník slouží také k rekreaci, konkrétně ke koupání – na jeho jižní straně oproti vybudovanému ostrůvku je pro tyto aktivity nejčastěji využívané místo. I když samotné koupání není hromadná záležitost, i tak často dochází k plavání na ostrůvek uprostřed rybníka (často i se psy), co negativně ovlivňuje živočichy zde žijící.
Vhodný pro procházky je i areál zámeckého parku, ve kterém se nachází dětské hřiště, restaurace a pivovar.